# Soberana 02
Soberana 02, відома також під назвою FINLAY-FR-2 — кандидат на вакцину проти COVID-19, який створений на основі інактивованого вірусу SARS-CoV-2, та розроблений в кубинському науково-дослідному епідеміологічному інституті, відомому під назвою Інститут Фінлея. Ця вакцина є кон'югованою вакциною. Цю вакцину створили на основі повередника під назвою «SOBERANA-01». Професор Іхосвані Кастельянос Сантос заявив, що антиген безпечний, оскільки він містить частини замість цілого живого вірусу, і тому він не потребує додаткового охолодження, як інші кандидати на вакцину проти COVID-19 у світі. Згідно з вимогами ВООЗ до кандидатів у вакцини проти COVID, вакцинування цією вакциною проводиться дворазово, друга доза вводиться через 28 днів після першої ін'єкції.
Кубинський уряд заявив, що планує виготовити 100 мільйонів доз вакцини, щоб задовольнити власні потреби та потреби інших країн. Генеральний директор Інституту вакцин Фінлея Вісенте Верес заявив, що вже досягнута домовленість про постачання вакцини до В'єтнаму, Венесуели та Ірану, низка інших країн, зокрема Ямайка, Пакистан, Індія, виявили зацікавленість у придбанні вакцини. Представники уряду Куби також припустили, що після затвердження країна запропонує вакцину туристам, які відвідують Кубу.
Назва вакцини «SOBERANA» іспанською мовою означає «суверен».

## Клінічні випробування

### I фаза
Згідно з Кубинським державним реєстром клінічних випробувань, у І фазі клінічного дослідження «FINLAY-FR-2», яке розпочалось у жовтні 2020 року, з відкритим, послідовним та адаптивним дослідженням для оцінки безпеки, реактогенності, та дослідженням імуногенності вакцини, брали участь 40 добровольців.

### II фаза
У фазі IIa брали участь 100 кубинців, а у фазі IIb клінічного дослідження брали участь 900 добровольців у віці від 19 до 80 років. Генеральний директор Інституту вакцин Фінлея Вісенте Верес повідомив, що вакцина спричинила імунну відповідь через 14 днів. Другий етап дослідження контролювався іранськими посадовцями з Інституту Пастера.

### III фаза
Якщо фаза IIb клінічного дослідження вакцини «FINLAY-FR-2» буде схвалена кубинськими установами, Інститут Фінлея розпочне III фазу клінічного дослідження в Ірані. Іран підписав угоду з Кубою про постачання вакцини після того, як верховний лідер країни, аятола Алі Хаменеї, заявив, що країна не буде імпортувати вакцини з США чи Великої Британії, називаючи їх такими, що не викликають довіри.
Установи охорони здоров'я Куби заявили, що їм потрібно провести дослідження 3 фази за кордоном, оскільки на острові немає достатньо великих спалахів коронавірусної хвороби, щоб отримати значущі статистичні дані щодо ефективності вакцини.